# Calascio
Calascio est une commune de la province de L'Aquila, dans la région Abruzzes, en Italie. Calascio est située dans le parc national du Gran Sasso e Monti della Laga.

## Géographie

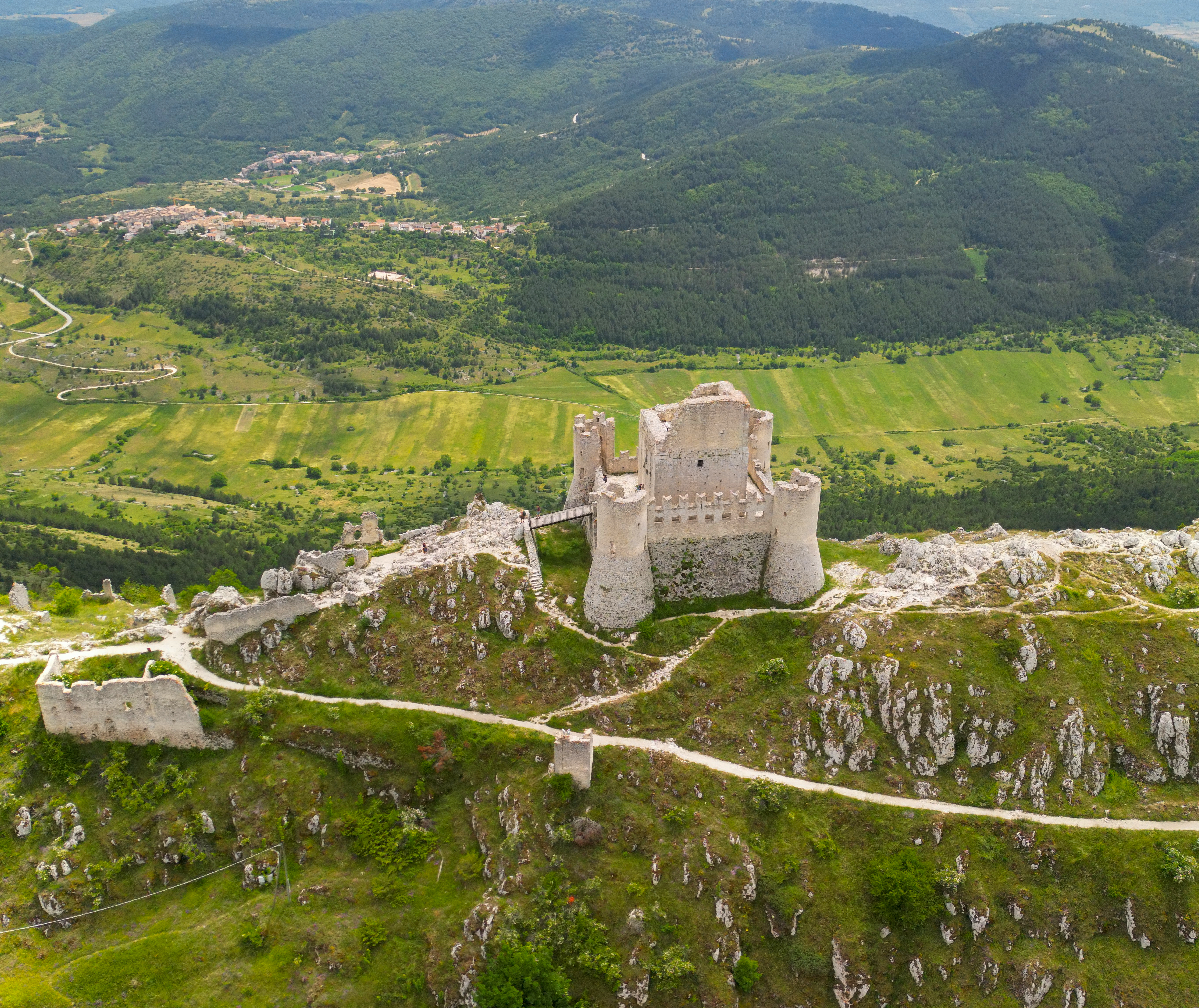
Château de Calascio.

## Culture
Le château de Rocca Calascio, situé sur un promontoire montagneux, domine la ville depuis le Xe siècle.

## Sport
L'ascension de Calascio, classée en 2e catégorie, est au programme lors de la 7e étape du Giro 2023. Davide Bais franchit cette difficulté en tête.

## Administration
| Période                                  | Période  | Identité         | Étiquette       | Qualité |
| ---------------------------------------- | -------- | ---------------- | --------------- | ------- |
| 28 mai 2002                              | En cours | Corrado Mongelli | Centro-Sinistra |         |
| Les données manquantes sont à compléter. |          |                  |                 |         |

### Communes limitrophes
Carapelle Calvisio, Castel del Monte, Castelli (TE), Castelvecchio Calvisio, Isola del Gran Sasso d'Italia (TE), Ofena, Santo Stefano di Sessanio.